# Petra Sela
Petra Sela, mit bürgerlichem Namen Renate Niedermaier (geboren am 15. Juni 1947 in Wien) ist eine österreichische Schriftstellerin, Bildende Künstlerin und Kulturmanagerin.

## Leben
Petra Sela verbrachte nach eigenen Angaben ihre Kindheit und Jugend in Wien. Als wichtige Einflussgröße auf ihr Leben sieht sie die Ferienaufenthalte als Kind bei ihrem Großvater in Niederösterreich an, der einen Bauernhof mit vielen Tieren besaß. Bis auf die Jahre 1971 bis 1976 die Sela in Deutschland lebte, verweilte sie in Wien.
Ihre Erfahrungen als berufstätige und alleinerziehende  Mutter von einer Tochter und drei Söhnen sind laut Sela in ihre literarischen Werke eingeflossen.
Petra Sela ist im Lauf ihres Lebens unterschiedlichsten Tätigkeiten nachgegangen. Auf ihrer Homepage führt sie u. a. Beschäftigung als Putzfrau, Sachbearbeiterin im Glasexport, Controller in einem Reiseunternehmen, Leitung eines Seniorenheims, Schankhilfe beim Heurigen und insbesondere als langjährige Sekretärin (bis 2002) des Universitätsprofessors Norbert Leser an der Universität Wien/Fachbereich Philosophie auf.
Sela hat nach eigenen Angaben 4 Semester an der Universität für Musik und darstellende Kunst Wien studiert und Seminare in Kulturmanagement, Bildende Kunst, Schule für Dichtung  Klassen H.C. Artmann und Rolf Schwendter besucht. Daneben hat sie eine Ausbildung für Familienaufstellungen absolviert.

## Schriftstellerisches Wirken
Seit 1994 ist Petra Sela als Autorin an die Öffentlichkeit getreten. Ihr literarischer Schwerpunkt liegt auf der Gattung Lyrik, insbesondere in Haiku, einer traditionellen japanischen Gedichtform. Ihre Lyrik verfasst sie in Hochsprache und Dialekt. Aber auch Prosastücke hat Sela geschrieben. Ihr Debüt hatte sie 1994 mit dem Lyrikband Umflut. Von 1994 bis dato hat Sela 18 Bücher veröffentlicht.
Sela war redaktionelle Mitarbeiterin der friedenswissenschaftlichen Zeitung „Wiener Blätter“ des Universitätszentrums für Friedensforschung.

## Kulturgesellschaftliches Engagement
Sela hat 1993 den Verlag „Edition Doppelpunkt“ gegründet und 13 Jahre lang geleitet. Das Verlagsprogramm umfasste 180 Titel mit dem Fokus auf Lyrik prominenter, fast in Vergessenheit geratener Autorinnen und Autoren des 19. und 20. Jahrhunderts, wie beispielsweise Erika Mitterer oder Anton Wildgans. Auch zweisprachige Gedichtausgaben wurden herausgegeben. Ebenso beinhaltete das Verlagsprogramm die zwei Reihen „Doppelpunkt Dramen“ und „method“, eine wissenschaftlich-philosophische Reihe. 2007 wurde die Verlagsmarke von der Erika-Mitterer-Gesellschaft unter dem Namen Verlag Edition Doppelpunkt in der Erika Mitterer Gesellschaft übernommen. Sie war auch Mitherausgeberin des Philosophischen Jahrbuchs des Instituts für Philosophie der Universität Wien.
Von 1996 bis 2006 verwaltete Petra Sela gemeinsam mit Rudolf Svoboda die „Wort und Bild“ Galerie beim Universitätscampus.
2010 gründete Sela die Österreichische Haiku Gesellschaft und ist seitdem deren Vorsitzende. Sela ist bzw. war im Vorstand bei arteMIX, dem Österreichischen Schriftsteller/innenverband sowie dem Verein für Komparative Philosophie und Interkulturelle Bildung. Von 2002 bis 2023 gehörte sie dem Vorstand der Erika Mitterer Gesellschaft, Wien, an.

## Rezensionen
Paul Wimmer rezensierte 1994 in der Furche Selas Erstlingswerk Umflut. Hauptthema dieser Lyrik sind irdische Liebe, Sehnsucht nach Geborgenheit, das Ineinandergehen von Ich und Du. Auch Landschaftsgedichte sind in dem Buch enthalten. Wimmer beschreibt Selas Gedichte als Spiegel und Parameter von Gefühlen und Zuständen, als sprachgewordene Seelenwelten. Die zugrunde liegende Motivation für ihre Lyrik sieht er als echt an und erwartet weitere gewichtige Werke. Die Scherenschnittillustrationen von Liane Presich-Petuelli hebt er gesondert hervor.
Die FAZ sieht in der von Petra Sela und Martin G. Petrowsky herausgegebenen dreibändigen Ausgabe „Erika Mitterer – Das gesamte lyrische Werk“ anlässlich des 95. Geburtstags von Erika Mitterer eine Gratulation für sie.
Das Buch „Fahrtwind. Mit der U-Bahn durch Wien“ in Haiku-Lyrik wurde von Rosemarie Schulak auf der Website des Österreichischen Schriftsteller/innenverbands rezensiert. In diesem Buch hat Sela jeder durchfahrenen U-Bahn-Station ein Gedicht gewidmet, indem sie Zufallsereignisse, flüchtige Begebenheiten, Menschen in Alltagssituationen einer speziellen U-Bahnstation zuordnet. Das Thema und die Betrachtungsweise der Autorin wird von Schulak als äußerst interessant gewertet. Hervorgehoben werden die Photografien von Helmut Rusche, die die Wirklichkeiten der Wiener U-Bahnhöfe anschaulich werden lassen.

## Auszeichnungen
- 2003: Österreichisches Ehrenkreuz für Wissenschaft und Kunst[15] (unter ihrem bürgerlichen Namen Renate Niedermaier)
- 1999: Theodor-Körner-Förderpreis[16] (unter ihrem bürgerlichen Namen Renate Niedermaier)

## Werke (Auswahl)
- FAHRTWIND mit der U-Bahn durch Wien. Haiku, 13 Farbabbildungen mit Werken von Helmut Rusche, Vorwort von Traude Veran. Verlag Österreichische Haiku-Gesellschaft 2021. ISBN 978-3-9504782-5-9
- A braada Weg waun s schneibt : „Winterreise“ weanarisch ; mit CD. Verlag Deutsche Nationalbibliothek, Leipzig; Frankfurt am Main 2019.
- Waun i duachn Brooda geh: ein Spaziergang durch den Prater ; Wiener Dialektgedichte. (CD) Texte: Petra Sela. Musik/Gesang: Gerhard Hufnagel. Verlag Deutsche Nationalbibliothek, Leipzig; Frankfurt am Main 2019. URN urn:nbn:de:101:1-2019040708445593133792
- Hellgrüner Bambus: Haiku aus Wien mit Kommentar von Univ.-Doz.Dr. Hisaki Hashi. Verlag Österreichische Haiku-Gesellschaft 2018. ISBN 978-3-9503584-8-3
- Der Kämmerer und die Glutäugige. Edition Doppelpunkt, Wien 1996. ISBN 978-3-85273-031-8
- Umflut: Lyrik. Edition Doppelpunkt, Wien 1994. ISBN 978-3-85273-003-5